# نيكولاس كامبل
نيكولاس كامبل هو ممثل كندي، ولد في 24 مارس 1952 بتورونتو في كندا.

## أعمال

### أفلام
- (1976) الطالع[4]
- (1977) الجاسوس الذي أحبني[5]
- (1991) الغداء العاري
- (2001) أمة البروزاك
- (2005) رجل السندريلا[6]

## وصلات خارجية
- نيكولاس كامبل على موقع IMDb (الإنجليزية)
- نيكولاس كامبل على موقع ألو سيني (الفرنسية)
- نيكولاس كامبل على موقع أول موفي (الإنجليزية)
- نيكولاس كامبل على موقع قاعدة بيانات الأفلام السويدية (السويدية)
- نيكولاس كامبل على موقع قاعدة بيانات الفيلم (الإنجليزية)
- نيكولاس كامبل على موقع كينوبويسك (الروسية)